# Нквоча, Перпетуа
Перпетуа Нквоча (англ. Perpetua Ijeoma Nkwocha; род. 3 января 1976, Лагос) — нигерийская футболистка, игрок и капитан сборной Нигерии по футболу.

## Клубная карьера
С 2007 по 2014 год была игроком шведского клуба высшего дивизиона (Дамаллсвенскан) «Суннано» . В преддверии сезона 2015 года, покинула Суннано и присоединилась к клубу четвёртого дивизиона шведской лиги «Клеменснэс» в роли играющего тренера.

## Карьера в сборной
В составе женской сборной Нигерии по футболу участвовала в семи чемпионатах Африки по футболу (2002, 2004, 2006, 2008, 2010, 2012 и 2014), выиграв пять из них (2002, 2004, 2006, 2010 и 2014). На чемпионате 2004 года, в игре за чемпионский титул со сборной Камеруна забила 4 мяча. Всего же за турнир она забила рекордные 9 мячей и была названа лучшим игроком турнира. Африканская конфедерация футбола (КАФ) называла Нквочу Лучшей футболисткой Африки в 2004, 2005, 2010 и 2011 годах. Участница четырёх чемпионатов мира (2003, 2007, 2011 и 2015 года) и трёх Олимпийских игр в Сиднее, Афинах и Пекине.

## Личная жизнь
Тренирует будущих нигерийских футболистов, но планирует поселиться в Швеции, так как имеет гражданство. В 2015—2016 годах тренировалв клуб второго шведского футбольного дивизиона «Клеменснэс»

## Достижения
- Лучшая футболистка Африки (4): 2004, 2005, 2010, 2011
- Лучший бомбардир чемпионата Африки по футболу (3): 2004, 2006, 2010